# Foz Águas 5
Zona Oeste Mais Saneamento é a concessionária contratada pela Prefeitura do Rio de Janeiro para realizar, desde maio de 2012, os serviços de coleta e tratamento de esgoto da Área de Planejamento 5 (AP-5) do município, região equivalente a 48% do território carioca, que compreende 23 bairros da zona oeste da cidade e reúne mais de 1,7 milhão de pessoas, ou 27% da população municipal.
Os bairros que compõem a AP-5 são Bangu, Barra de Guaratiba, Campo Grande, Campo dos Afonsos, Cosmos, Deodoro, Gericinó, Guaratiba, Inhoaíba, Jardim Sulacap, Magalhães Bastos, Paciência, Padre Miguel, Pedra de Guaratiba, Realengo, Santa Cruz, Santíssimo, Senador Camará, Senador Vasconcelos, Sepetiba,Vila Kennedy e Vila Militar.

## Empresa
Regulada e fiscalizada pela Fundação Rio-Águas e pertencente à BRK Ambiental - empresa que compõe a Brookfield Brasil, e o Grupo Águas do Brasil tem atuação vinculada a contrato celebrado pela concessionária junto à Prefeitura do Rio de Janeiro. Até o fim da concessão, deve investir R$ 2,6 bilhões na construção de 2,1 mil quilômetros de rede coletora, 142 elevatórias e 10 novas estações de tratamento de esgoto (ETEs).

## Histórico
Nos três primeiros anos de concessão foi feita a elaboração do estudo de concepção dos sistemas de esgoto da AP-5; a contratação dos projetos executivos da primeira fase; a estruturação do investimento para suportar a execução das obras; a implantação de cerca de 110 quilômetros de redes coletoras, interceptores, travessias, estações elevatórias de esgoto e o início da construção de uma nova estação de tratamento de esgoto, em Deodoro, com capacidade para tratar mil litros por segundo.
Em junho de 2015, a concessionária concluiu a interligação do Complexo Esportivo de Deodoro dos Jogos Olímpicos e Jogos Paralímpicos Rio 2016 ao sistema de esgoto. A implantação do sistema de esgotamento sanitário da AP-5 incluiu o saneamento da Bacia do Rio Marangá, que beneficia 232 mil pessoas de diversos bairros da região de Deodoro.
A previsão é de que, em 2016, cerca de um terço da população da região seja beneficiada com a oferta de coleta e tratamento de esgoto – quase seis vezes o número de pessoas que eram atendidas em 2012, quando a concessionária assumiu o serviço.
Até o fim de 2016, 500 mil pessoas já poderão interligar seu imóvel ao sistema público de esgotamento sanitário que a concessionária está implantando, contribuindo para que 65 milhões de litros de esgoto deixem de ser lançados in natura na Baía de Guanabara todos os dias.
Em 15 anos, espera-se que a concessionária tenha aumentado o índice de tratamento de 12% para 75% na área mais adensada da AP-5, considerando as bacias que deságuam na Baía de Guanabara e na Baía de Sepetiba. Os recursos para atender a primeira parte do compromisso contratual estão estimados em R$ 640 milhões, prioritariamente destinados à região com maior adensamento populacional. Estima-se que em 2017 o índice de tratamento subirá dos 5% (2012) para 32%; e em 2030, será de 75%.